# Ramphocelus passerinii
Ramphocelus passerinii là một loài chim trong họ Thraupidae.
Đây là loài sinh sản định cư ở các vùng đất thấp Caribe, từ phía nam Mexico đến tây Panama.